# 244 до н. е.

## Магістрати-епоніми
Римська республіка консули: Авл Манлій Торкват Аттік та Гай Семпроній Блез.

## Народились
- Марк Цецилій Метелл (претор)
- Птолемей IV Філопатор